# Helicon (cratère)
Helicon est un cratère lunaire situé sur la face visible de la Lune. Il est situé au nord de la  Mare Imbrium, à l'est du cratère  Le Verrier et au nord-ouest de la baie du Sinus Iridum. Le cratère Helicon a une forme de cuvette avec un bord presque circulaire. Il y a un petit craterlet vers le centre du cratère et un autre sur le rebord sud-ouest du contour. 
En 1935, l'Union astronomique internationale lui a attribué le nom de Hélicon en l'honneur du mathématicien et astronome grec Hélicon de Cyzique qui a également donné son nom au mont Hélicon situé en Grèce. 

## Cratères satellites

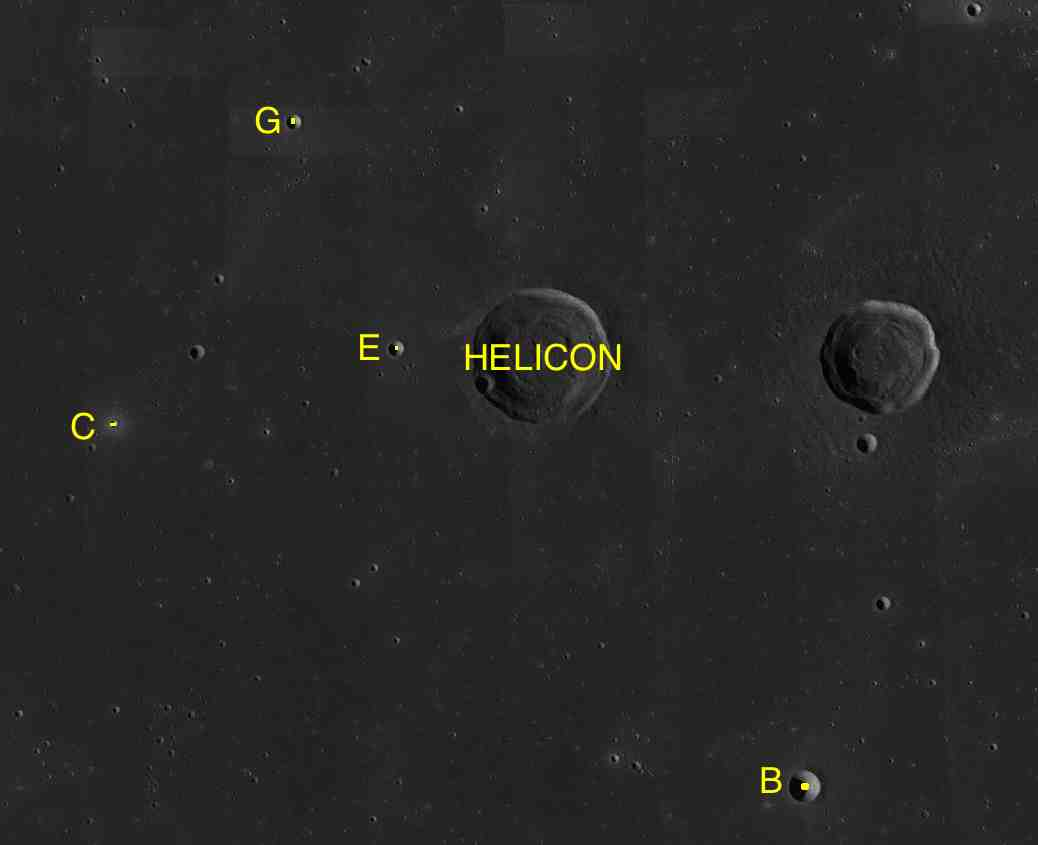
Carte des cratères satellites de Helicon.

Le cratère Helicon possède un certain nombre de cratères satellites identifiés avec des lettres.
| Helicon | Latitude | Longitude | Diamètre |
| ------- | -------- | --------- | -------- |
| B       | 38.0° N  | 21.3° W   | 6 km     |
| C       | 40.1° N  | 26.2° W   | 1 km     |
| E       | 40.5° N  | 24.1° W   | 3 km     |
| G       | 41.7° N  | 24.9° W   | 2 km     |